# Gare de Gedinne
La gare de Gedinne est une gare ferroviaire belge de la ligne 166, de (Dinant) Y Neffe à Bertrix, située sur le territoire de la commune de Gedinne, en Région wallonne dans la province de Namur.
Elle est mise en service en 1880 par les Chemins de fer de l'État belge. C'est une halte ferroviaire de la Société nationale des chemins de fer belges (SNCB) desservie par des trains Omnibus (L) et d'Heure de pointe (P).

## Situation ferroviaire
Établie à 397 m d'altitude, la gare de Gedinne est située au point kilométrique (PK) 43,20 de la ligne 166, de (Dinant) Y Neffe à Bertrix, entre les gares ouvertes de Beauraing et de Graide.

## Histoire
La station de Gedinne est mise en service le 20 décembre 1880, en même temps que les 45 km section de Bertrix à Gedinne de l'actuelle ligne 166.
Jusqu'au 20 novembre 1899, la gare de Gedinne resta une gare en impasse, uniquement desservie en direction de Bertrix. L'achèvement du tronçon de Gedinne à Vonêche en novembre 1899 permit de relier Vonêche à Beauraing, Houyet, Dinant et Tamines.
La gare de Gedinne perd ses guichets après 2004 et devient un point d'arrêt sans personnel.

### Tramways vicinaux

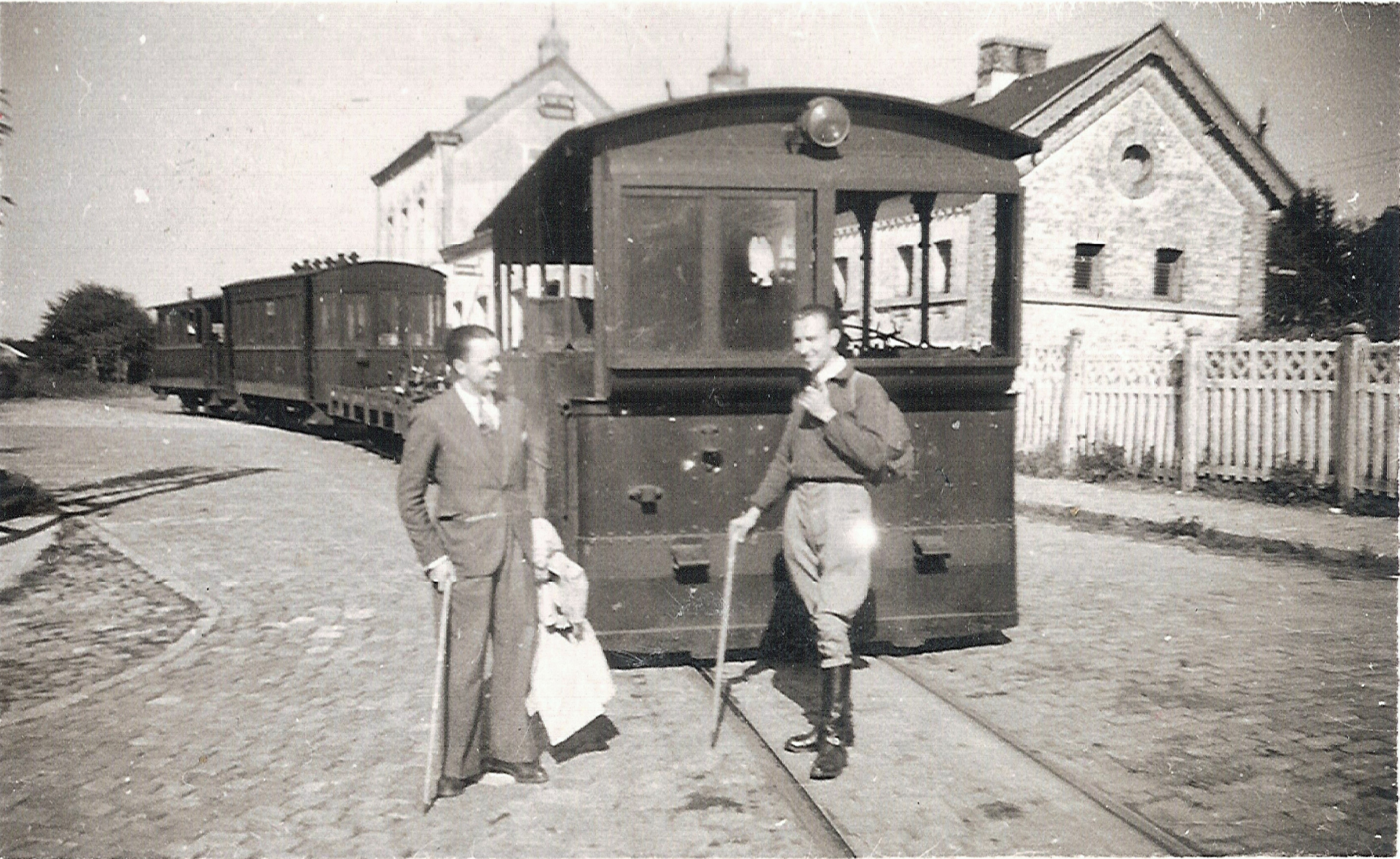
Tramway à vapeur devant la gare.

La gare devient une gare d'échange avec la ligne 553 du tramway vicinal (SNCV) à voie métrique de Gedinne à Alle sur Semois en 1913, lors de la mise en service du tronçon de Gedinne-Station-État et Gedinne-village, peu de temps avant l'inauguration de la section de Gedinne à Vresse le 16 juin 1913. La ligne est mise en service dans sa totalité le 21 juillet 1914 peu avant le début de la Première Guerre mondiale. La ligne subit des dégâts en 1914 et des tronçons sont démontés par les Allemands en 1918. Elle est remise en état et de nouveau mise en service en 1921 avant d'être prolongée jusqu'en France. De nouveau partiellement détruite pendant la Deuxième Guerre mondiale, seuls des tronçons sont remis en état avant la fermeture du trafic voyageurs le 14 mai 1950 et du trafic marchandises le 4 mai 1955, avec un dernier passage du « tram » en gare de Gedinne avant le démontage des voies en 1956.

## Service des Voyageurs

### Accueil
Halte SNCB, c'est un point d'arrêt non géré (PANG) à accès libre.

### Desserte
Gedinne est desservie par des trains Omnibus (L) et d’Heure de pointe (P) de la SNCB, qui effectuent des missions sur la ligne 166.

#### Semaine
En semaine, la desserte comprend un train L par heure reliant Namur à Libramont via Dinant.
Il existe également trois trains d’heure de pointe, le matin :
- un train P reliant Gedinne à Arlon via Libramont et Virton[9] ;
- un train P reliant Bertrix à Dinant ;
- un train P reliant Bertrix à Namur.

#### Week-ends et fériés
La desserte se résume à un train L toutes les deux heures reliant Namur à Libramont.

### Intermodalité
Un parking pour les véhicules y est aménagé. Un arrêt de bus se trouve à proximité.

## Comptage voyageurs
Le graphique et le tableau montrent le nombre de passagers qui en moyenne embarquent durant la semaine, le samedi et le dimanche.
| Nombre de voyageurs qui embarquent à la gare de Gedinne | Nombre de voyageurs qui embarquent à la gare de Gedinne | Nombre de voyageurs qui embarquent à la gare de Gedinne | Nombre de voyageurs qui embarquent à la gare de Gedinne |
|                                                         | Semaine                                                 | Samedi                                                  | Dimanche                                                |
| ------------------------------------------------------- | ------------------------------------------------------- | ------------------------------------------------------- | ------------------------------------------------------- |
| 1977                                                    | 151                                                     | 36                                                      | 116                                                     |
| 1978                                                    | 150                                                     | 43                                                      | 89                                                      |
| 1979                                                    | 151                                                     | 43                                                      | 91                                                      |
| 1980                                                    | 170                                                     | 40                                                      | 73                                                      |
| 1981                                                    | 171                                                     | 46                                                      | 97                                                      |
| 1982                                                    | 117                                                     | 40                                                      | 72                                                      |
| 1983                                                    | 98                                                      | 24                                                      | 68                                                      |
| 1984                                                    | 99                                                      | 37                                                      | 70                                                      |
| 1985                                                    | 93                                                      | 45                                                      | 84                                                      |
| 1986                                                    | 84                                                      | 29                                                      | 66                                                      |
| 1987                                                    | 94                                                      | 24                                                      | 45                                                      |
| 1988                                                    | 88                                                      | 50                                                      | 66                                                      |
| 1989                                                    | 91                                                      | 28                                                      | 65                                                      |
| 1990                                                    | 79                                                      | 35                                                      | 23                                                      |
| 1991                                                    | 86                                                      | 27                                                      | 85                                                      |
| 1992                                                    | 99                                                      | 32                                                      | 88                                                      |
| 1993                                                    | 95                                                      | 39                                                      | 99                                                      |
| 1994                                                    | 118                                                     | 41                                                      | 110                                                     |
| 1995                                                    | 97                                                      | 51                                                      | 68                                                      |
| 1996                                                    | 116                                                     | 26                                                      | 70                                                      |
| 1997                                                    | 84                                                      | 37                                                      | 111                                                     |
| 1998                                                    | 97                                                      | 32                                                      | 58                                                      |
| 1999                                                    | 96                                                      | 32                                                      | 104                                                     |
| 2000                                                    | 134                                                     | 80                                                      | 89                                                      |
| 2001                                                    | 147                                                     | 57                                                      | 118                                                     |
| 2002                                                    | 128                                                     | 32                                                      | 140                                                     |
| 2003                                                    | 137                                                     | 48                                                      | 142                                                     |
| 2004                                                    | 145                                                     | 44                                                      | 129                                                     |
| 2005                                                    | 138                                                     | 48                                                      | 118                                                     |
| 2006                                                    | 159                                                     | 54                                                      | 100                                                     |
| 2007                                                    | 165                                                     | 56                                                      | 148                                                     |
| 2008                                                    | -                                                       | -                                                       | -                                                       |
| 2009                                                    | 141                                                     | 58                                                      | 96                                                      |
| 2010                                                    | -                                                       | -                                                       | -                                                       |
| 2011                                                    | -                                                       | -                                                       | -                                                       |
| 2012                                                    | 129                                                     | 70                                                      | 115                                                     |
| 2013                                                    | 128                                                     | 49                                                      | 147                                                     |
| 2014                                                    | 131                                                     | 79                                                      | 133                                                     |
| 2015                                                    | 98                                                      | 44                                                      | 112                                                     |
| 2016                                                    | 106                                                     | 58                                                      | 148                                                     |
| 2017                                                    | 105                                                     | 62                                                      | 91                                                      |
| 2018                                                    | 121                                                     | 32                                                      | 83                                                      |
| 2019                                                    | 108                                                     | 47                                                      | 112                                                     |
| 2020                                                    | 96                                                      | 53                                                      | 57                                                      |
| 2021                                                    | -                                                       | -                                                       | -                                                       |
| 2022                                                    | 201                                                     | 62                                                      | 98                                                      |
| 2023                                                    | 197                                                     | 53                                                      | 123                                                     |
| 2024                                                    | 208                                                     | 123                                                     | 119                                                     |

## Patrimoine ferroviaire
Le bâtiment des recettes, présent sur le site, est abandonné et en mauvais état. Édifié en 1880 par l’Administration des chemins de fer de l’État belge, il correspond au plan type 1873, utilisé entre-autres pour toutes les gares moyennes de la portion sud de l'Athus-Meuse ainsi que sur la ligne de la Molignée (Tamines - Dinant) et sur celle de Houyet à Jemelle. Les gares de la section Gedinne - Tamines - Dinant, réalisée plus tardivement, correspondent quant à elles au plan type 1881.

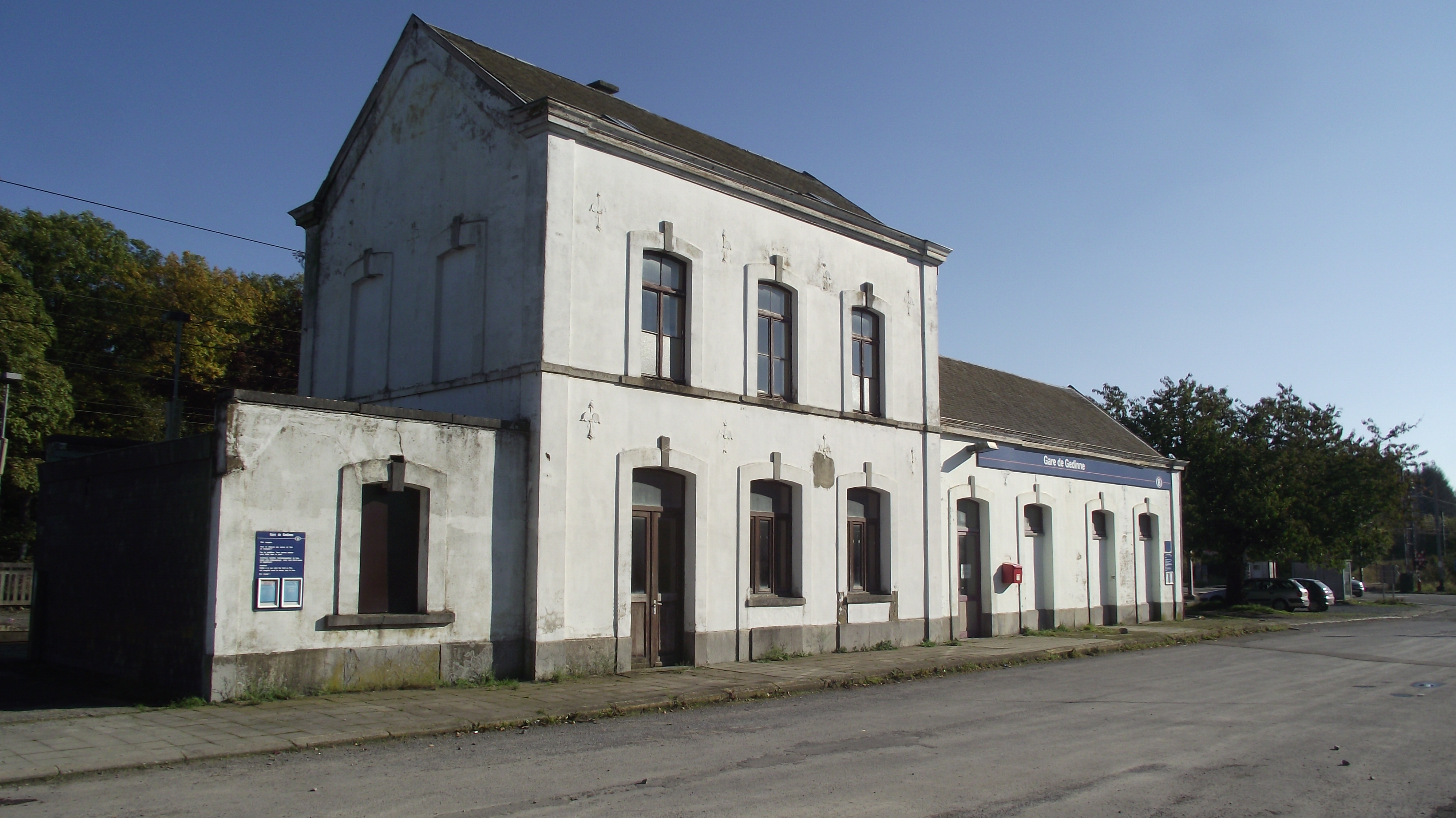
Bâtiment de la gare en 2011…
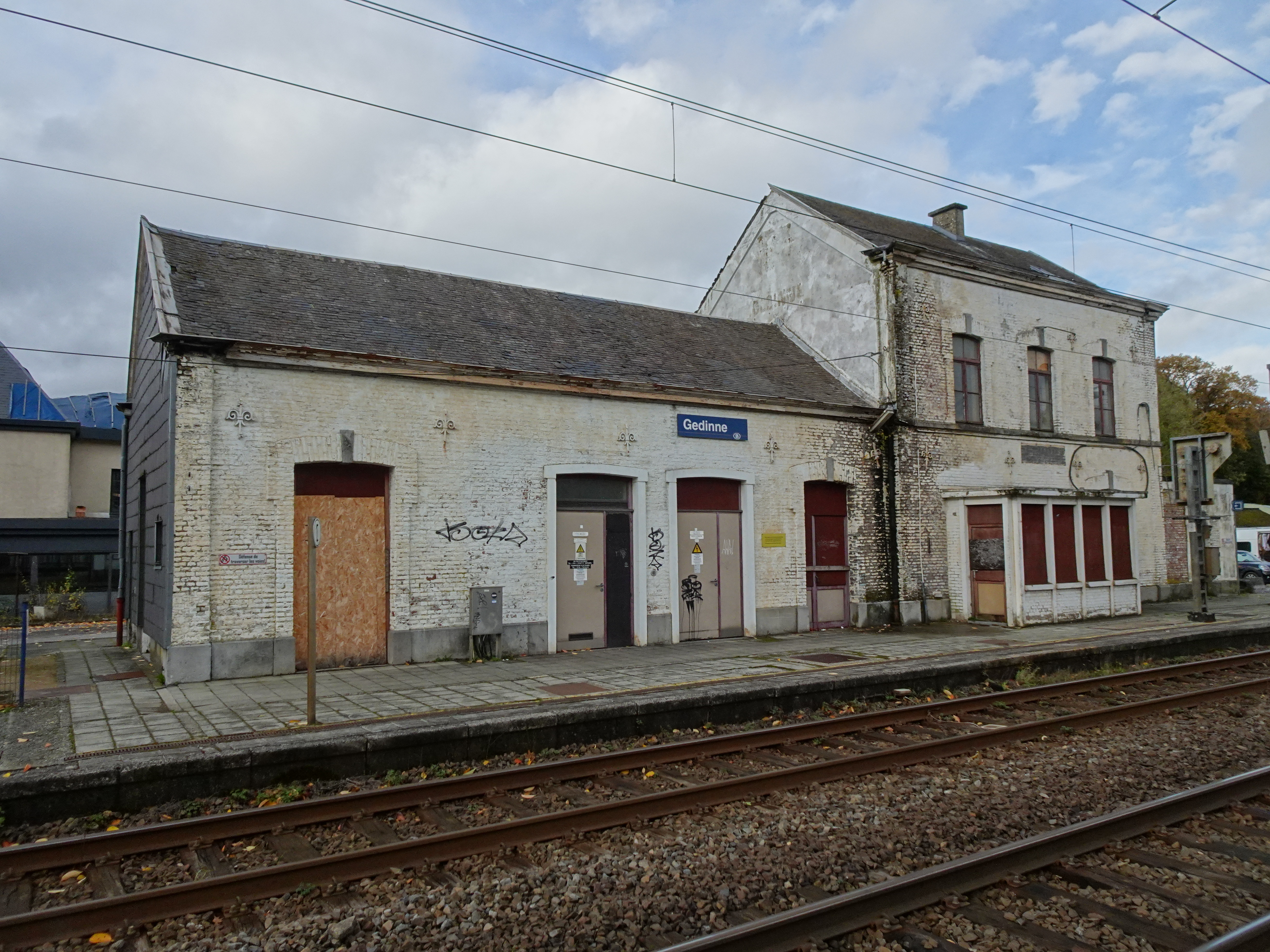
et en 2021.
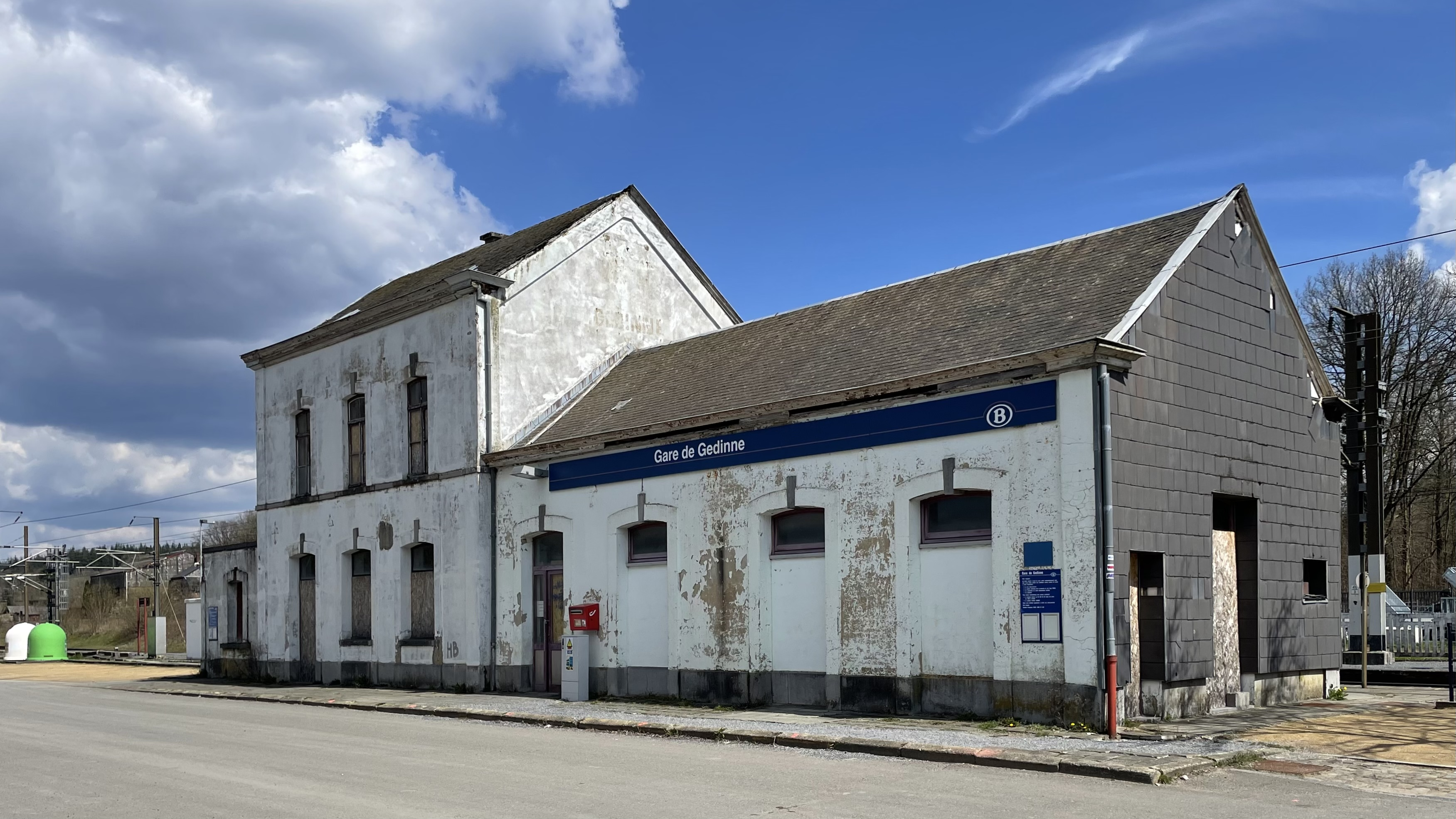
Aire de stationnement devant l'ancien bâtiment.
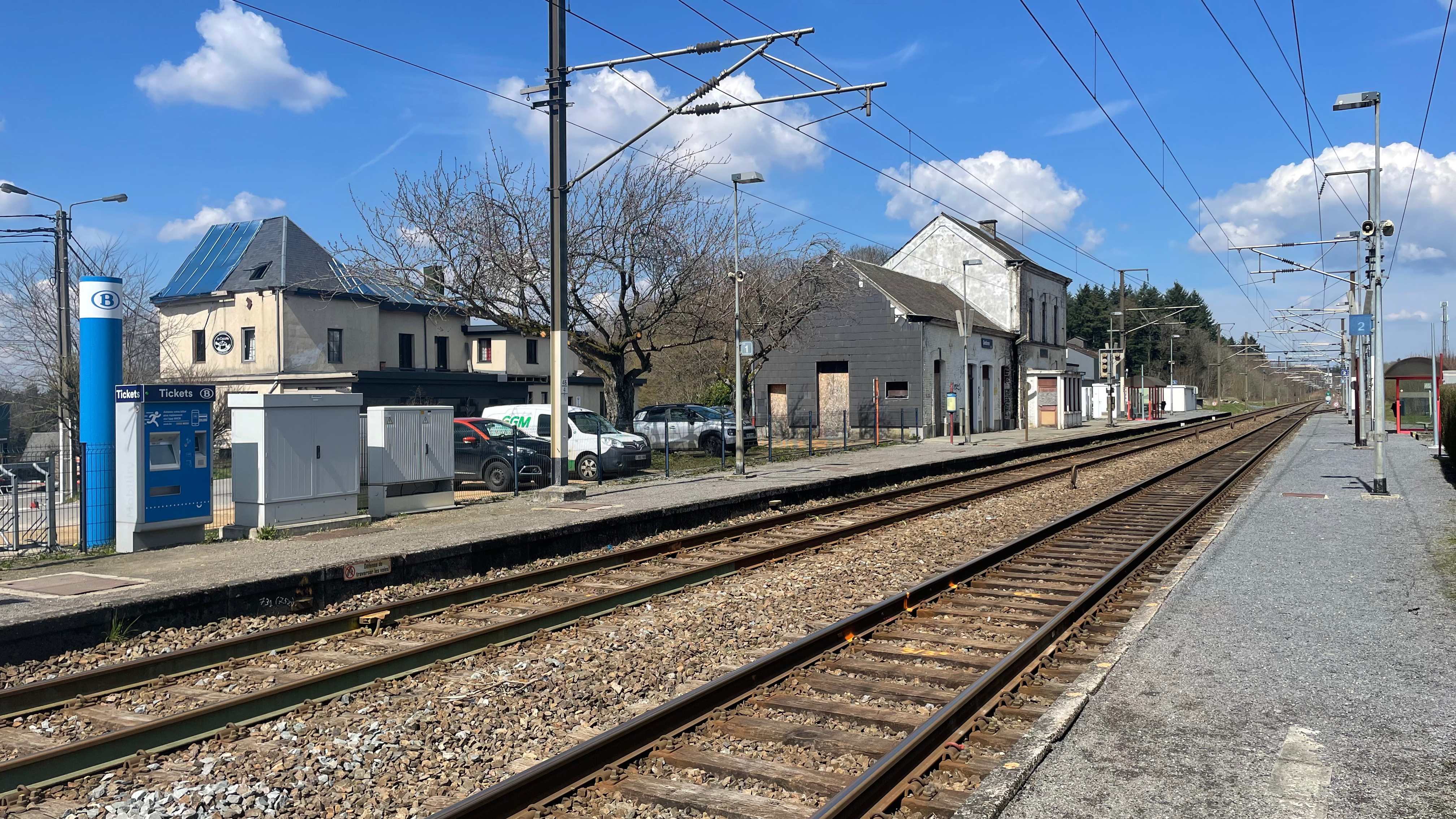
Quais de la halte.